# Biechówko (województwo wielkopolskie)
Biechówko – wieś w Polsce położona w województwie wielkopolskim, w powiecie wrzesińskim, w gminie Miłosław.
W latach 1975–1998 miejscowość administracyjnie należała do województwa poznańskiego.